# Winston Spencer-Churchill
 Der er flere personer med dette navn, se Winston Churchill.
Winston Spencer-Churchill (10. oktober 1940 – 2. marts 2010), ofte kendt som Winston Churchill, var en britisk konservativ politiker, som var barnebarn af Winston Churchill.
Før han blev medlem af Europa-Parlamentet, var han journalist, især i Mellemøsten under Seksdageskrigen, i hvilket tidsrum han mødte mange israelske politikere, herunder Moshe Dayan.
Indtil sin død den 2. marts 2010 boede Winston Spencer-Churchill i Belgravia.